# De avonturen van Tommeke
De avonturen van Tommeke is een vedettestrip gebaseerd op de Vlaamse wielrenner Tom Boonen, die in de strip een tienjarig jongetje is, Tommeke genaamd. Hij beleeft samen met zijn klein broertje Sven spannende avonturen. De reeks kende zijn begin op 15 oktober 2007.
Patrick Van Oppen is de tekenaar van de strip, de scenario's zijn van Ivan Claeys. Er verschenen in deze reeks slechts twee albums.

## Albums
| Nummer | Titel               | Eerste druk |
| ------ | ------------------- | ----------- |
| 1      | Het autovirus       | 2007        |
| 2      | De zilveren fietsen | 2008        |

## Trivia
- Tom Boonen is geboren op 15 oktober 1980; de strip verscheen ook op 15 oktober, maar dan 27 jaar later.

## Bron / voetnoot
1. ↑  Tom Boonen wordt stripheld